# St. Pankratius (Solschen)

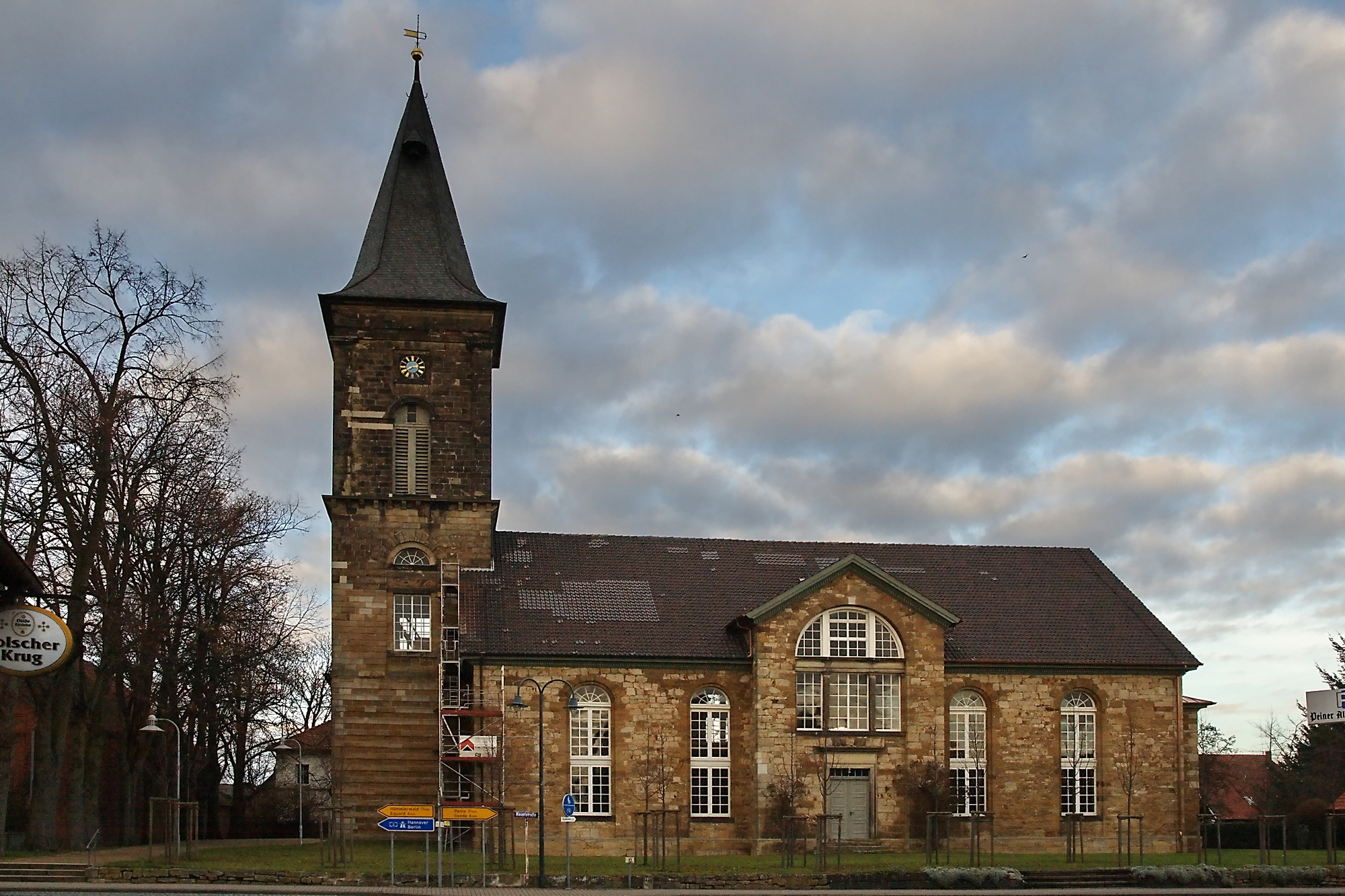
St. Pankratius

Die evangelisch-lutherische, denkmalgeschützte Kirche St. Pankratius steht in Solschen, einem Ortsteil der Gemeinde Ilsede im Landkreis Peine in Niedersachsen. Die Kirchengemeinde gehört zum Kirchenkreis Peine im Sprengel Hildesheim-Göttingen der Evangelisch-lutherischen Landeskirche Hannovers.

## Beschreibung
Die Kreuzkirche wurde von 1828 bis 1832 nach Plänen von Ludwig Hellner, dem Konsistorialbaumeister für das evangelisch-lutherische Konsistorium in Hannover, gebaut. Sie hat ein Langhaus mit drei Kirchenschiffen, ein Querschiff und einen hochragenden quadratischen Kirchturm im Westen, der erst 1834 fertiggestellt wurde. Die Querhausarme bilden an den Längsseiten einen Risalit mit großen Thermenfenstern. Die gleiche Fensterform wiederholt sich am Giebel des Chors. Die übrigen Fenster sind rechteckig. Das Langhaus ist mit einem Satteldach bedeckt, das im Osten abgewalmt ist. Der Turm ist mit einem spitzen schiefergedeckten Helm bedeckt. In seinem Glockenstuhl hängen 3 Kirchenglocken, die von der Eifeler Glockengießerei hergestellt wurden. Der streng klassizistisch gegliederte Innenraum ist mit kassettierten hölzernen Tonnengewölben, die sich in der Vierung durchdringen, überspannt. Sie beginnen auf zweigeschossigen Kolonnaden, unten mit dorischen Säulen, oben mit ionischen Säulen. An den Längsseiten und im Westen befinden sich Emporen. 
Zu der sparsamen Kirchenausstattung gehört die Orgel mit 32 Registern, verteilt auf 2 Manuale und ein Pedal, die 1855 Philipp Furtwängler gebaut hat. Sie wurde von der Gebrüder Hillebrand Orgelbau um ein Register erweitert und in der Disposition geändert.